# Софья Перовская (фильм)
«Софья Перовская» — советский художественный фильм режиссёра Лео Арнштама.

## Сюжет
Молодая дворянка Софья Перовская, дочь генерал-губернатора Петербурга, увлечена революционными идеями. Не находя понимания среди близких, она покидает родительский дом. «Хождение в народ» даёт Перовской бесценный опыт и знание жизни — работая акушеркой, она видит тяжёлую жизнь простого народа, его темноту и покорность. Как-то раз её арестовывают прямо во время приёма родов — но ночью она совершает побег из под конвоя на станции, сев на проходящий поезд.
Знакомство с молодым народовольцем Желябовым перерастает в сильное чувство, он признается Перовской в любви, она отвечает ему взаимностью. Партия «Народная воля», в которой состоят Желябов и Перовская, вступает на путь террора и приговаривает царя к смертной казни. Вскоре приходит весть об аресте Желябова, но это только придаёт Перовской решимости — она берёт на себя руководство единомышленниками и им удаётся осуществить задуманное — убить Александра II.
Во время покушения на императора Рысаков первой бомбой повреждает карету императора, а от бомбы, брошенной Гриневицким, получают смертельное ранение император и сам метальщик. Спустя несколько дней после покушения арестовывают и саму Перовскую. На допросах Перовская держится независимо и с достоинством, заявляя: «Я казнила не человека, а деспотизм». На опознание ей приносят голову Гриневицкого, погибшего при покушении, поскольку его личность не смогли установить. Перовская сообщает суду о беременности Гельфман, благодаря чему той удаётся избежать смертного приговора.
Получив право на последнее слово, Желябов произносит на суде революционную речь. Перовской разрешают свидание с матерью, она отказывается подать прошение о помиловании и пишет последнее письмо родным. В день казни узников в чёрной одежде и с табличками «цареубийца» на груди доставляют на площадь, где установлен эшафот и уже приготовлены пять гробов.

## В ролях
- Александра Назарова — Софья Перовская
- Виктор Тарасов — Андрей Желябов
- Борис Хмельницкий — Николай Кибальчич
- Георгий Тараторкин — Игнатий Гриневицкий
- Александр Лукьянов — Тимофей Михайлов
- Владимир Колокольцев — Николай Рысаков
- Екатерина Райкина — Геся Гельфман
- Тамара Абросимова — Вера Фигнер
- Кира Головко — Варвара Степановна, мать Перовской
- Григорий Кириллов — отец Перовской
- Владислав Стржельчик — Александр II / следователь
- Ефим Копелян — Лорис-Меликов
- Светлана Коркошко — Екатерина Долгорукова
- Константин Худяков — Плеханов
- Виктор Маркин — Тихомиров
- Зинаида Славина — Корнилова
- Геннадий Юдин — Кох
- Борис Бибиков — председатель суда
- Алексей Головин — прокурор
- Юрий Родионов — следователь
- Татьяна Панкова — тюремная надзирательница
- Виктор Байков — дворник, свидетель на суде
- Николай Кузьмин — палач
- Лаврентий Масоха — жандармский офицер